# Erynnis horatius
Erynnis horatius là một loài bướm ngày thuộc họ Hesperiidae. Nó được tìm thấy ở Massachusetts, phía tây đến miền đông South Dakota, phía nam through hầu hết miền đông Hoa Kỳ to Florida, the Gulf Coast, and miền nam Texas, phía nam in phía tây through tây nam Utah, Colorado, đông bắc Arizona và New Mexico.

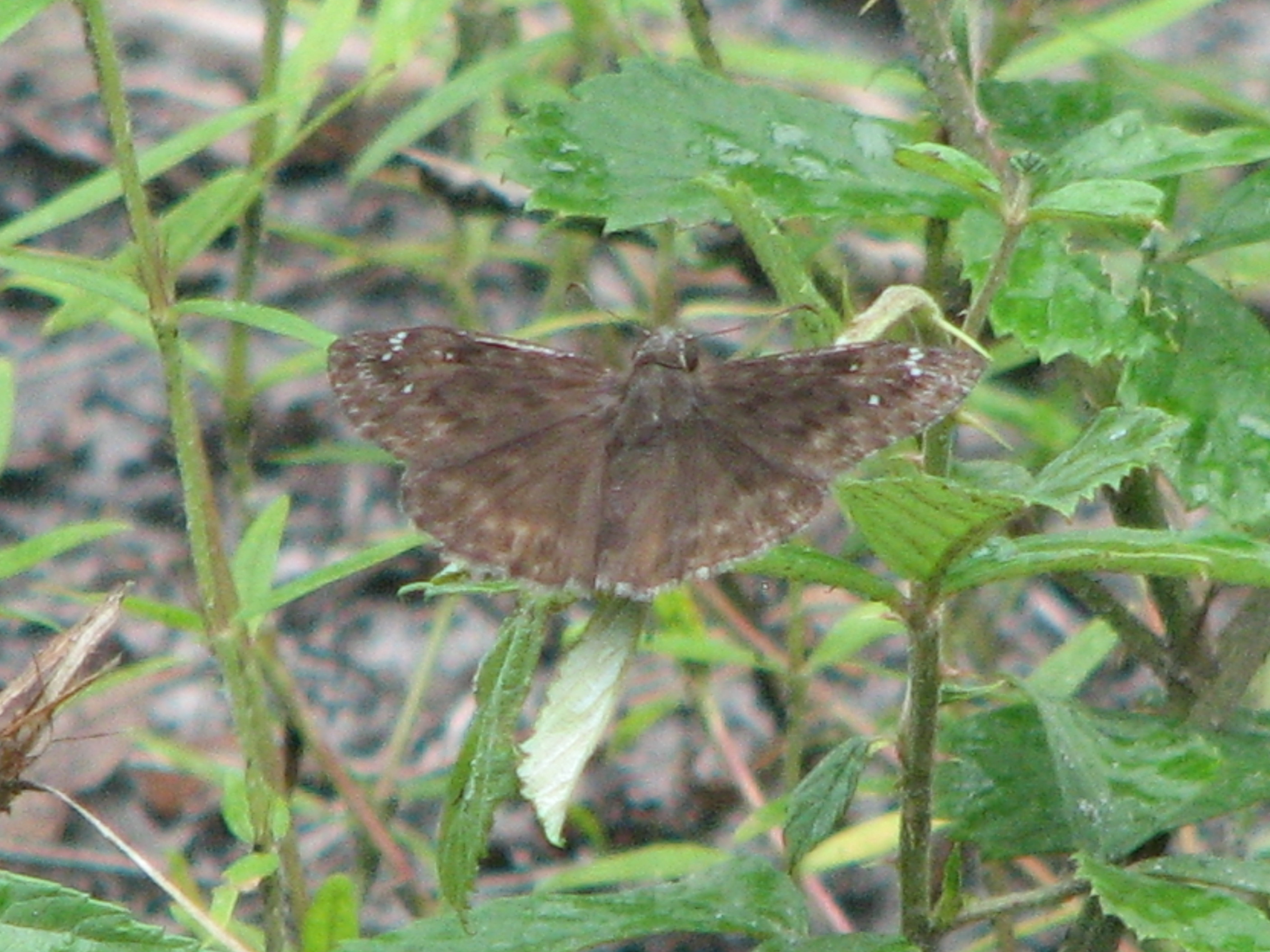

Sải cánh dài 36–49 mm. 

## Hình ảnh

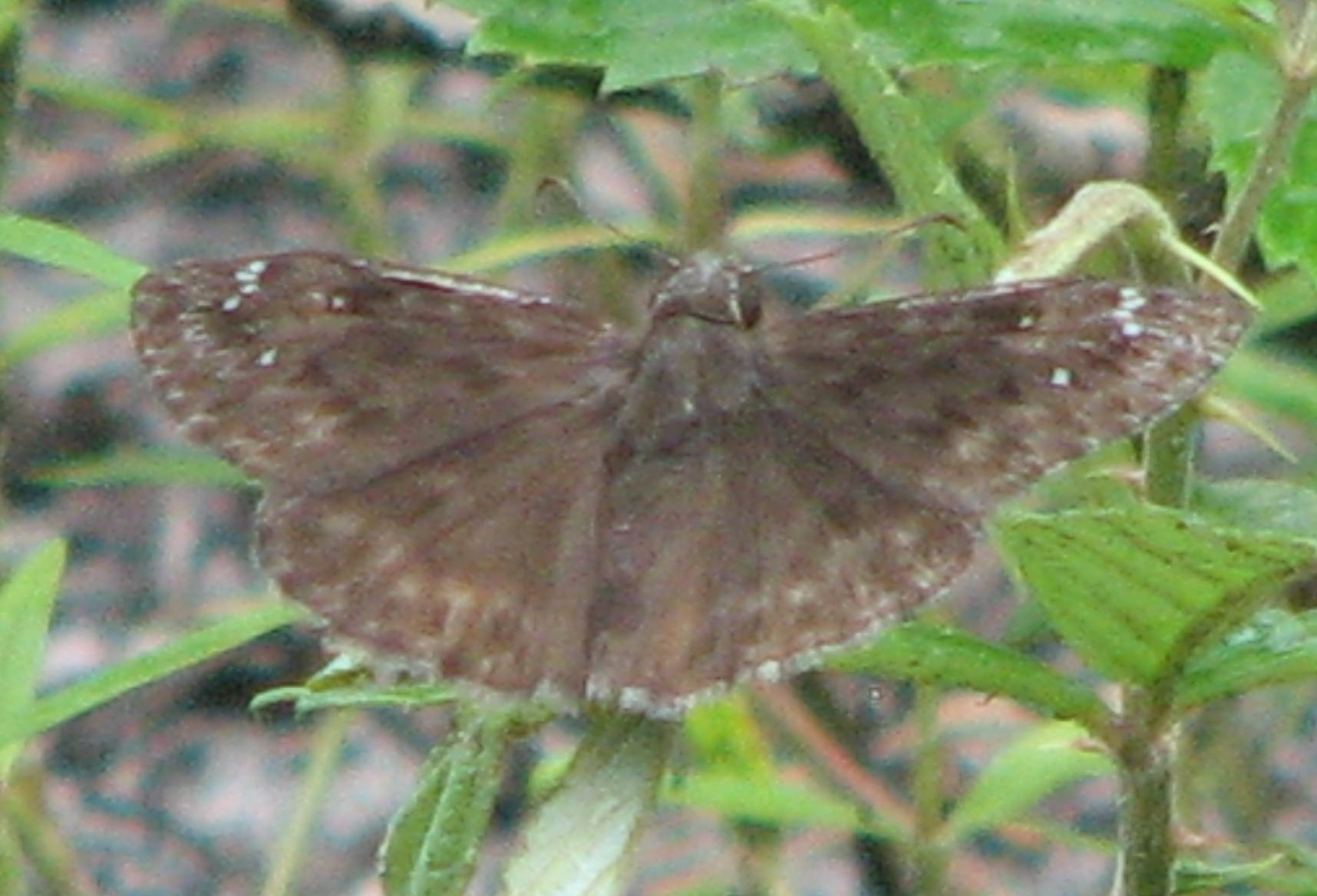
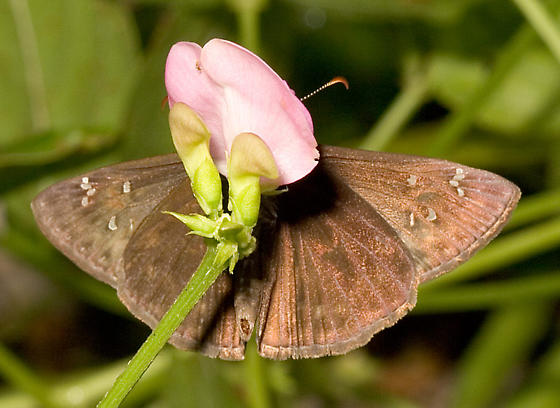
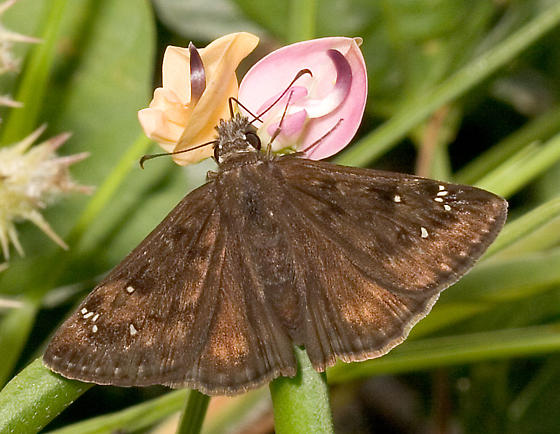
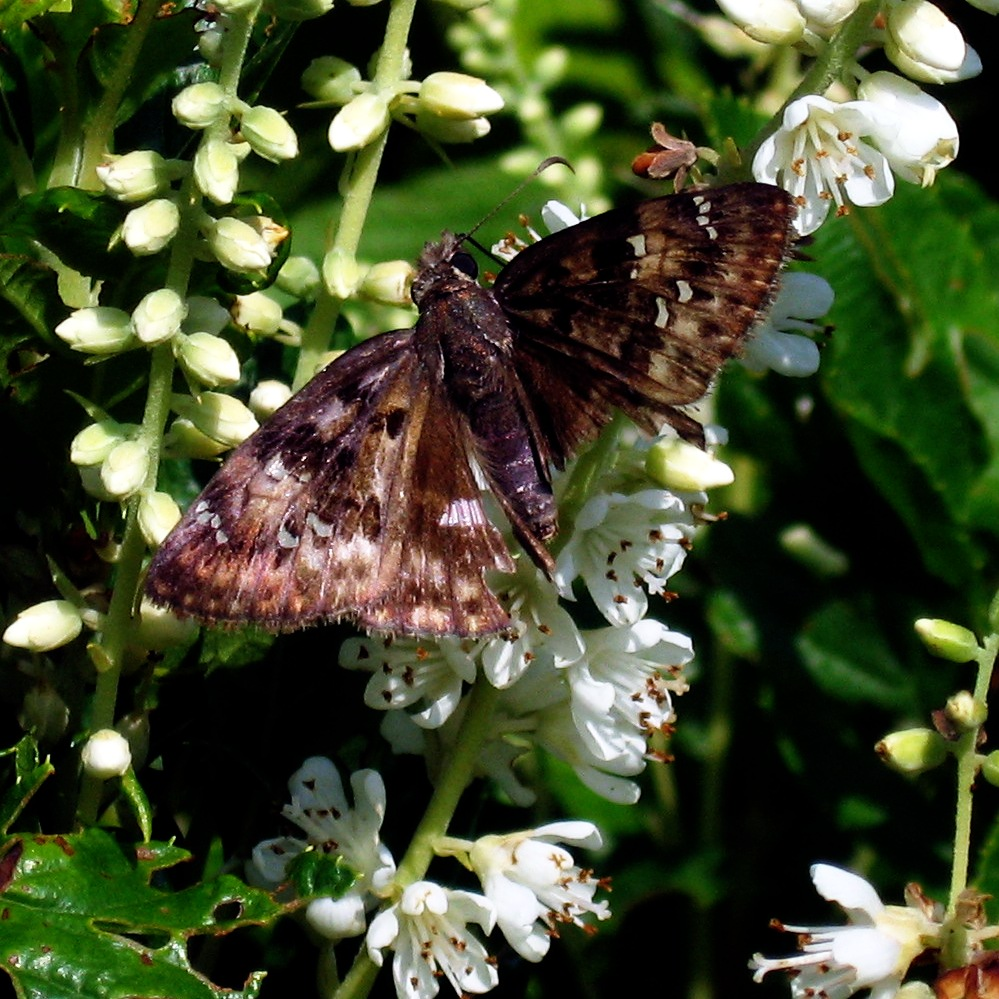